# Pip Galag 2
Pip Galag 2 (Pipgalag 2, Pipgalak 2) ist eine osttimoresische Aldeia im Suco Tapo/Memo (Verwaltungsamt Maliana, Gemeinde Bobonaro). 2015 lebten in der Aldeia 660 Menschen.
Pip Galag 2 liegt im Südosten des Sucos Tapo/Memo. Nördlich befindet sich die Aldeia Pip Galag 1 und westlich die Aldeia Uluatin. Im Süden grenzt Pip Galag 2 an den Suco Saburai und im Osten an den Suco Tapo. Im Osten der Aldeia liegt der Ort Pip Galag und im Westen ein weiterer Ort. In Pip Galag steht eine Grundschule.
An der Südostecke von Pip Galag 2 steht auf dem Foho Belgu (1559 m) eine Sendeanlage der Timor Telecom. Der Zugang verläuft über einen Weg vom Suco Tapo aus.

## Politik
2023 wurde Laurentina das Maia zum Chefe de Aldeia gewählt.